# Blue Peacock
Blue Peacock, anteriormente llamado Blue Bunny y que originalmente recibió el nombre de Brown Bunny, fue un proyecto para un arma nuclear táctica británica llevada a cabo en la década de los años 1950.
El objetivo de este proyecto era almacenar varias minas nucleares de 10 kilotones en Alemania con el fin de colocarlas en las tierras bajas del norte de Alemania. De esta forma, en caso de producirse una invasión soviética por el este, estas minas se detonarían bien por control remoto mediante un cableado o bien ocho días después de que se activara un temporizador, todo esto con el fin de: «[…] no solo destruir los equipos e instalaciones a lo largo de una gran área, sino también imposibilitar durante un tiempo considerable que el enemigo ocupase dicha área por el alto nivel de contaminación».

## Diseño
El diseño de estas minas se basó en el de la bomba nuclear de caída libre Blue Danube, pero la Blue Peacock pesaba 7,2 toneladas. Tendría dos unidades de disparo: la carcasa y la cabeza nuclear. La carcasa de acero tenía tales dimensiones que tuvo que probarse en el exterior, en una cantera inundada cerca de Sevenoaks (Kent). Dado que la bomba permanecería sin supervisión, se incorporaron además dispositivos antimanipulación. Se presurizó la carcasa y se añadió tanto un presostato como un interruptor de mercurio. Había tres maneras posibles de hacer detonar la bomba: mediante un cableado situado a tres millas (lo que serían 5 km aproximadamente), con un temporizador por el que la bomba detonaría pasados ocho días o a través de dispositivos antimanipulación. Una vez armada, la mina Blue Peacock detonaría 10 segundos después de percibir movimiento, si la carcasa perdía presión o si se llenaba de agua.

## Historia del proyecto
El proyecto se desarrolló en el Royal Armament Research and Development Establishment (RARDE) en Fort Halstead en Kent en 1954.
En julio de 1957, el Ejército Británico ordenó diez Blue Peacocks para su uso en Alemania, bajo el argumento de que eran unidades de energía atómica para las tropas en el campo. Sin embargo, al final, el Ministerio de Defensa canceló el proyecto en febrero de 1958. Se consideró que los riesgos planteados por la lluvia radiactiva y los aspectos políticos de la preparación para la destrucción y contaminación del territorio aliado eran demasiado elevados para justificarlos. 

## Bomba nuclear propulsada por gallinas
Un problema técnico del proyecto fue que durante el invierno los objetos enterrados pueden enfriarse mucho y era posible que los componentes electrónicos de la mina se enfriaran demasiado para funcionar después de algunos días bajo tierra. Se estudiaron varios métodos para evitar esto, como envolver las bombas en mantas aislantes. Una propuesta particularmente notable sugirió que se incluyeran gallinas vivas en el mecanismo. Las gallinas se sellarían dentro de la carcasa, con un suministro de comida y agua; permanecerían vivas durante una semana más o menos. Su calor corporal, según la propuesta, habría sido suficiente para mantener los componentes de la mina a una temperatura de trabajo.
Esta propuesta era lo suficientemente extravagante como para tomarse como una broma del Día de los Inocentes cuando el archivo sobre Blue Peacock fue desclasificado el 1 de abril de 2004, especialmente dado que la fecha coincidió con el Día de las bromas de abril. Tom O'Leary, director de educación e interpretación de los Archivos Nacionales del Reino Unido, respondió a los medios de comunicación que «parece una broma del día de las bromas de abril, pero ciertamente no lo es. El Servicio Civil no hace bromas».